# Sainte-Marie (Martinique)
Sainte-Marie ist eine französische Gemeinde im Übersee-Département Martinique im Nordosten der gleichnamigen Insel. Sie grenzt an den Atlantischen Ozean. Die Bewohner nennen sich Samaritains oder Samaritaines.

## Sehenswürdigkeiten
- Kirche Mariä Himmelfahrt (Église Notre-Dame-de-l'Assomption)
- Le Train des Plantations

## Bevölkerungsentwicklung
| 1961   | 1967   | 1974   | 1982   | 1990   | 1999   | 2006   | 2011   | 2018   |
| ------ | ------ | ------ | ------ | ------ | ------ | ------ | ------ | ------ |
| 17.630 | 19.515 | 20.128 | 18.526 | 19.682 | 20.098 | 19.528 | 17.934 | 15.571 |